# Amorestereo
Amorestereo è il primo album ufficiale di Soul David, realizzato dopo la separazione dal gruppo I Fratelli.

## Tracce
1. Preludio
2. Amorestereo ft. Giuann Shadai
3. 7notti 7note ft. Ghemon Scienz
4. Lasciati Andare
5. Quando Esci ft. Tony Fine
6. Interludio
7. Miele
8. Sexymama ft. G. Quagliano